# Suma-ku
Suma-ku  (須磨区?), anche nota semplicemente come Suma, è uno dei nove quartieri della città di Kōbe, in Giappone. È rinomata per il turismo.